# King's
King's Department Stores was een discountwarenhuisketen in het oosten van de Verenigde Staten. De keten begon in 1956 in Brockton, Massachusetts. Het bedrijf groeide uit tot 187 winkels (drie winkels waren gevestigd in de omgeving van Buffalo, New York). In 1978 kocht King's de failliete Mammoth Mart-keten. Vanwege de economische crisis en de schulden van de aankoop van Mammoth vroegen ze in 1982 zelf het faillissement aan. In 1984 kocht Ames Department Stores de keten en bouwde de meeste ervan om tot Ames-winkels.  Ames ging in 2002 failliet. 

## Overnames
King's deed een aantal overnames:
- Barker's Discount Departmen Stores (1980)
- Mammoth Mart (1977)

Klassiek logo

- Klassiek logo Miracle Mart (1968) Amerikaanse keten, niet te verwarren met de gelijknamige Canadese keten
- Sandy's Discount Stores (1966)
- Welles (1973)